# Lucrețiu Pătrășcanu
Lucrețiu Pătrășcanu (n. 4 noiembrie 1900, Bacău – d. 17 aprilie 1954, Închisoarea Jilava, București) a fost un om politic român, membru al conducerii Partidului Comunist Român, ministru, avocat, sociolog și economist. Pentru o perioadă de timp a fost și profesor la Universitatea București.
Licențiat în drept și doctor în științe economice al Universității din Leipzig, Pătrășcanu era o figură rară printre puținii comuniști din România. A fost reprezentant al ilegaliștilor români la Comintern și în alianța politică ce a declarat scoaterea țării din alianța hitleristă în august 1944. Lucrețiu Pătrășcanu a fost primul comunist care a devenit ministru și a deținut portofoliul Justiției.

## Biografie

Mormântul lui Lucrețiu Pătrășcanu în hemiciclul din jurul Mausoleului din Parcul Carol

### Primii ani
Lucrețiu Pătrășcanu s-a născut la Bacău într-o familie de intelectuali. Tatăl său a fost istoricul Dumitru D. Pătrășcanu, mama sa, Lucreția Pătrășcanu, provenea dintr-o familie boierească.
În tinerețe devine adept al marxismului, astfel că în 1919 se înscrie în Partidul Socialist Român din acel timp și lucrează ca editor al ziarului acestuia, Socialismul. În 1922 absolvă Facultatea de Drept a Universității București iar în 1925 obține doctoratul la Universitatea din Leipzig, cu o teză despre reforma agrară din România din 1918-1921.
Devine tot mai radical în convingerile sale datorită succesului Revoluției din Octombrie. În 1921 este unul dintre membrii fondatori ai Partidului Comunist din România (PCdR). El, împreună cu Elek Köblös și Marcel Pauker, au fost singurii reprezentanți ai PCdR la al 4-lea Congres al Cominternului (Moscova, noiembrie-decembrie 1922). Ulterior Pătrășcanu va rememora cu plăcere evenimentul, remarcând că
„Acolo am văzut și am ascultat pe Lenin și am trăit din plin atmosfera Marii Revoluții.”
La întoarcere a fost arestat și încarcerat la închisoarea Jilava, în 1924 (an în care PCdR era declarat ilegal). Acolo intră în greva foamei până când este transferat la spitalul penitenciarului.
La congresul de la Harkov din 1928, unde a fost prezent cu numele conspirativ Mironov, a susținut, împotriva poziției oficiale, că basarabenii sunt tot români, deoarece în congres se afirmase că România Mare ar fi fost un stat imperialist.
„Moldovenii nu sunt o națiune separată, și din punct de vedere istoric și geografic moldovenii sunt aceiași români așa cum sunt românii în Moldova. Astfel, cred că un asemenea punct fals face ca rezoluția însăși să fie falsă.”

### Anii 1930
În mai 1931 Lucrețiu Pătrășcanu, împreună cu Eugen Rozvan, Imre Aladar și alți doi sunt aleși în Camera Deputaților, din partea Blocului Muncitoresc Țărănesc (BMȚ), un grup care masca Partidul Comunist Român, aflat în ilegalitate. Nu și-a îndeplinit mandatul, deoarece alegerile au fost invalidate. În același an, la Congresul al V-lea al Partidului Comunist din România, ținut în URSS, la Gorikovo, este ales în Comitetul Central - în acel moment, secretar general al partidului era polonezul Alexander Ștefanski.
În 1932 intră în polemică cu grupul Criterion, apărându-l împreună cu colaboratorul lui, Belu Zilber, pe Vladimir Lenin împotriva unor scriitori adepți ai dreptei, Mircea Vulcănescu și Mihail Polihroniade.
Pătrășcanu a continuat să reprezinte PCdR la Comintern (Internaționala Comunistă) în 1933 și în 1934, după care a rămas la Moscova până în 1935. În acest timp ar fi fost bănuit de îndoieli în privința stalinismului. În 1936 a primit sarcina de a-i apăra pe membrii PCdR în procesul de la Craiova, dar, fiind denunțat ca membru al PCdR, a fost înlocuit de avocatul (de asemenea comunist) Ion Gheorghe Maurer.
A avut o intensă activitate publicistică și editorială în principalele oficioase ale formațiunilor de stânga: Apărătorul proletar (1925-1931), Curentul liber, Cuvântul liber, Deșteptarea (1931), Era nouă, Facla, Flacăra (1948), Frontul (1933), Înainte, Independența economică, Lumea românească, Manifest, Momentul, Reporter, Scântei, Socialismul, Tineretul socialist, Viața românească, Cititorul social etc.

### Al Doilea Război Mondial
În vara anului 1940, a fost mobilizat ca sublocotenent de rezervă în Divizia a VI-a Infanterie din Miercurea Ciuc. După venirea legionarilor la putere a fost demobilizat și internat în Lagărul de la Miercurea Ciuc. În ziua de 7 octombrie 1940 a fost eliberat din lagăr și i s-a fixat domiciliu obligatoriu la Poiana Țapului, în vila părinților lui. După mutarea lagărului de la Miercurea Ciuc la Caracal a fost un timp internat și la Caracal de unde ulterior a fost eliberat fixandu-i-se domiciliu obligatoriu tot la Poiana Țapului.
În anii 1943-1944 a fost internat în Lagărul de “Internați Politici” Târgu Jiu în Grupa a 2-a a internaților comuniști/antifasciști, refuzând să stea la Grupa I, deși internații de acolo aveau condiții superioare. Pe întreaga perioada a internării in Lagărul de la Târgu Jiu a făcut parte din organele de conducere politica ale Grupei a 2-a.

### Negocierile din 1944 și înlocuirea lui Foriș
În aprilie Pătrășcanu este contactat de Ioan Mocsony-Stârcea, mareșal al Curții Regale între 1942 și 1944, pentru încheierea unei înțelegeri între regele Mihai și comuniști în scopul răsturnării guvernului antonescian și scoaterii României din Axă.
Împreună cu Emil Bodnăraș este reprezentantul PCdR la negocierile secrete cu PNL și PNȚ, purtate pentru răsturnarea regimului Antonescu.
În contextul colaborării PCdR cu PNL și PNȚ, Lucrețiu Pătrășcanu îl întâlnește printre alții pe Corneliu Coposu.

### 23 august 1944 și preluarea portofoliului de ministru
După lovitura de stat de la 23 august 1944, prin care Ion Antonescu și Mihai Antonescu sunt arestați la Palatul Regal, intră în noul guvern al lui Constantin Sănătescu, în calitate de ministru al Justiției. A fost autorul proclamației pe care regele a citit-o în seara zilei de 23 august la postul național de radio.
Este unul dintre reprezentanții României la semnarea armistițiului dintre România și URSS, la 12 septembrie 1944. Prezent la Moscova, i-a contactat pe membrii facțiunii moscovite, Ana Pauker și Vasile Luca, prin supraveghetorul lor Andrei Vîșinski, restabilind astfel comunicarea dintre aripile PCR, cea aflată în exil în URSS și cea aflată în România.
Un an mai târziu este membru în Comitetul Central, iar în 1947 este unul din reprezentanții României la Tratatele de pace de la Paris.
În calitate de ministru al Justiției, Lucrețiu Pătrășcanu a inițiat procesele de tip stalinist în România. În 1945, după ce prim-ministru devenise Petru Groza, a înființat Tribunalele Poporului, promovând în cadrul lor procurori comuniști ca Avram Bunaciu, Constanța Crăciun sau Alexandra Sidorovici (soția lui Silviu Brucan).

### Începutul conflictelor cu alți membri ai partidului și marginalizarea
Spre sfârșitul anilor '40, Pătrășcanu începe totuși să fie învinuit de opoziție față de politicile staliniste. Este de asemenea criticat pentru o abordare prea intelectuală a socialismului. Gheorghe Apostol, colaborator al lui Gheorghiu-Dej, avea să declare despre Pătrășcanu:
„Era un intelectual de bază al partidului. Dar era și un om foarte îngâmfat, orgolios, intolerant și necomunicativ cu tovarășii de partid. Totuși, Dej îl prețuia. Între '46-'48, Pătrășcanu s-a schimbat foarte mult.”
La 22 octombrie 1945, în cadrul Plenarei Comitetului Central al PMR, indignat de lipsa de încredere pe care Dej și membrii grupului său i-o ofereau, Pătrășcanu va blufa, cerând să fie înlăturat din toate funcțiile pe care le deținea și să fie redirecționat la "munca de jos".
În 1946, la Cluj, la un miting ținut în fața studenților greviști, își începe discursul cu cuvintele Înainte de a fi comunist, sunt român. Aceste cuvinte nu ar fi convenit colegilor de partid, care l-au catalogat ca naționalist. Tot în discursul rostit la Cluj a condamnat revizionismul maghiar și a afirmat că "Transilvania a aparținut și va aparține statului român în întregime".

### Arestarea și interogatoriile Securității
În 1948 este acuzat de naționalism burghez și de șovinism și este arestat. În arest, a fost  vizitat de Iosif Rangheț, Alexandru Drăghici, Teohari Georgescu și ocazional de Gheorghe Gheorghiu-Dej. A fost acuzat de asemenea de colaborare cu Siguranța Statului în perioada interbelică. În același proces au mai fost arestați și judecați Elena Pătrășcanu (soția lui), Harry Brauner, Lena Constante, Petre Pandrea (cumnatul lui), Herant Torosian, Alexandru Ștefănescu, Emil Calmanovici, Remus Koffler, Ioan Mocsony-Stârcea, Anton Golopenția, Belu Zilber, Victoria Sârbu (soția lui Ștefan Foriș) și alte 33 de persoane.

### Procesul și execuția
După modelul proceselor staliniste care se inițiaseră deja în Cehoslovacia (Vladimir Clementis și Rudolf Slánský), Ungaria (László Rajk), Bulgaria (Traicio Kostov) sau Albania (Koči Xoxe), Lucrețiu Pătrășcanu a fost condamnat la moarte pe 14 aprilie 1954, după ce procesul a durat șase ani. A fost cel mai lung proces al vreunui lider comunist din istoria comunismului mondial, cu o pauză în anul 1951. În proces au mai fost interogați de asemenea oameni politici din perioada interbelică, precum Corneliu Coposu, Gheorghe Tătărăscu sau Bebe Brătianu (ultimii doi membri PNL).
În noaptea de 16 spre 17 aprilie 1954, Lucrețiu Pătrășcanu și Remus Koffler au fost executați prin împușcare la închisoarea Jilava.

## Reabilitarea
Lucrețiu Pătrășcanu a fost reabilitat post-mortem în aprilie 1968 din inițiativa secretarului general al PCR, Nicolae Ceaușescu. Din același lot de reabilitați au făcut parte Ștefan Foriș, Ana Pauker, Vasile Luca și Teohari Georgescu. Martor în ancheta de reabilitare a fost Belu Zilber. Remus Koffler nu a fost însă reabilitat.
La Plenara CC al PCR din acel an, Nicolae Ceaușescu a folosit cazul Lucrețiu Pătrășcanu pentru a ilustra influența negativă pe care o avuseseră în România Alexandru Drăghici și Iosif Chișinevschi.

### După 89'
După 1989, numele lui Pătrășcanu a fost dat unui bulevard din sectorul 3 București. Presa a scris mult și favorabil despre acesta, el fiind văzut ca un element mai bun din partid în opoziție cu restul, care erau considerați drept aserviți Moscovei.

## Viața privată
Pătrășcanu a fost căsătorit, din 1938, cu Elena Pătrășcanu (Herta Schwamem, n. 1910), de origine evreiască, de profesie decorator scenograf la Teatrul Țăndărică din București, unde era colegă cu Lena Constante. O cunoscuse atunci când o apărase într-un proces pentru activități comuniste, ea fiind tot militantă a PCdR.
La acea vreme căsătoriile dintre români și evrei erau interzise de guvernul condus de Octavian Goga. De aceea a trebuit să fie botezată în religia ortodoxă. Cel care a botezat-o a fost preotul ortodox cu convingeri socialiste Gala Galaction.
Soții Pătrășcanu nu au avut copii.

## Lucrețiu Pătrășcanu în artă
În 1971, Titus Popovici a scris o piesă de teatru, Puterea și adevărul, în care un inginer pe nume Petrescu (inspirat de figura lui Pătrășcanu) este persecutat de secretarul de partid Pavel Stoian (inspirat din Gheorghiu-Dej). Petrescu este sprijinit de tânărul secretar Mihail Duma (care ar fi Ceaușescu), dar cu toate acestea este arestat și apoi reabilitat. În același an, după piesa lui Popovici a fost realizat un film cu același titlu, în regia lui Manole Marcus, cu Amza Pellea în rolul lui Petrescu, Mircea Albulescu în rolul lui Stoian și Ion Besoiu în rolul lui Duma.
În 1993, Sergiu Nicolaescu a regizat filmul Oglinda, în care rolul lui Lucrețiu Pătrășcanu este jucat de Șerban Ionescu.

## Volume publicate
- Probleme de bază ale României (1944)
- Un veac de frământări sociale, 1821-1907 (1945)
- Sub trei dictaturi (1945)[11]
- Curente și tendințe în filosofia românească (1946)